# Посохова, Светлана Тимофеевна
Светлана Тимофеевна Посохова (р. 4 июля 1948) — российский психолог, доктор психологических наук, профессор кафедры психологии образования и педагогики факультета психологии СПбГУ. Специалист по детской психологии, психологии девиантного поведения и психологии лени. Член редколлегии журнала «Вестник Санкт-Петербургского университета. Психология и педагогика», Санкт-Петербургского психологического общества, оргкомитета Фонда Aliter.

## Биография
В 2001 г. получила степень доктора психологических наук, защитив диссертацию по теме «Психология адаптирующейся личности: субъектный подход».
В 1993 г. начала работать в Институте специальной педагогики и психологии им. Р. Валленберга в Москве. За время работы в институте занимала должности заведующей кафедрой общей и специальной психологии и первого проректора. В 2013—2015 гг. была его ректором.
В настоящее время Посохова С. Т. является профессором кафедры психологии образования и педагогики факультета психологии Санкт-Петербургского государственного университета. Преподает на кафедре специальной психологии факультета психологии СПбГУ. Является также старшим преподавателем и профессором Восточно-Европейского Гештальт Института (ВЕГИ) в Санкт-Петербурге. Разрабатывает онлайн-курсы от СПбГУ на образовательной платформе «Открытое образование».
В СПбГУ в качестве лектора читает курсы:
- Психология девиантного поведения
- Психология детей сирот
- Практикум по супервизии
- Тренинг жизненного успеха[2].

Параллельно с деятельностью в СПбГУ работала в РГПУ им. Герцена в Санкт-Петербурге, в том числе заместителем декана психолого-педагогического факультета.
Член редколлегии журнала «Вестник Санкт-Петербургского университета. Психология и педагогика», Санкт-Петербургского психологического общества, оргкомитета Фонда Aliter.
Автор более 200 научных трудов по психологии.
Научная специальность: 19.00.01 — Общая психология, психология личности, история психологии.
Научные интересы:
- Психология адаптирующейся личности
- Психология смысловых состояний: лень, скука, зависть
- Психология оптимизма
- Психология юмора[2].

## Научные исследования
Основная область научных исследований — психология лени, социальной адаптации, девиантного поведения, инклюзивного образования. Разработала оригинальную концепцию лени (в психологии), объединяющую различные аспекты её анализа в позитивистском ключе. Лень представлена в новом контексте как комплекс активности, социальных правил поведения и личностной саморегуляции. Она рассматривается в роли защитного механизма в ответ на различные травмирующие воздействия. В рамках концепции также выделено несколько типов лени: гедонистическая, ангедонистическая, ситуативная, личностно регулируемая, труднопреодолеваемая и преодолеваемая развлечениями.

## Публикации

### Монографии
- Психология адаптирующейся личности. — СПб, 2001.
- Психодиагностика: конспект лекций. М.: АСТ; — СПб: Сова, 2004.
- Настольная книга практического психолога: психодиагностика, психотерапия / сост. С. Т. Посохова, С. Л. Соловьева. М.: АСТ; — СПб: Хранитель, 2008.
- Личностные феномены адаптации // Здоровая личность / Под ред. Г. С. Никифорова. — СПб: Речь, 2013. С. 276—295.
- Психология лени: монография. — СПб, 2021, 2023.

### Учебная литература
- Психология предпринимательства: учебное пособие / Е. К. Завьялова, С. Т. Посохова. СПб, 2004.
- Психология инклюзии: диалог детей с разными возможностями здоровья: учебно-методическое пособие / С. Т. Посохова, Е. Е. Белан. — СПб, 2020.
- Справочник практического психолога. Психодиагностика : психодиагност. методики / [С. Т. Посохова и др.]; под общ. ред. С. Т. Посоховой. — Москва : Изд-во АСТ ; СПб. : СОВА, 2005 (Тип. изд-ва Самар. Дом печати). — 671 с.